# Ryan Hedges
Ryan Hedges (Northampton, Inglaterra, Reino Unido, 8 de julio de 1995) es un futbolista galés. Juega de extremo y su equipo es el Blackburn Rovers F. C. de la EFL Championship. Es internacional absoluto por la selección de Gales desde 2017.

## Trayectoria
Pasó por las inferiores del Everton y Flint Town United, fue en este último club donde jugó su primera temporada como sénior en la Cymru Alliance 2012-13.
En julio de 2013 se unió al Swansea City. No debutó en su nuevo club, y fue enviado a préstamo a clubes del ascenso inglés cómo el Stevenage y el Yeovil Town.
El 31 de enero de 2017 fichó por el Barnsley.
Para la temporada 2019-20 rechazó una renovación en Barnsley y fichó por el Aberdeen de la Scottish Premiership. Jugó tres temporadas en Escocia.
El 30 de enero de 2022 fichó por el Blackburn Rovers.

## Selección nacional
Fue internacional en categorías inferiores por Gales.
Debutó con la selección de Gales el 14 de noviembre de 2017 en el empate 1-1 ante Panamá.

## Estadísticas
Actualizado al último partido disputado en la temporada 2024-25.
| Club | Div.          | Temporada     | Liga  | Liga  | Copas nacionales(1) | Copas nacionales(1) | Copas internacionales(2) | Copas internacionales(2) | Total | Total |
| Club | Div.          | Temporada     | Part. | Goles | Part.               | Goles               | Part.                    | Goles                    | Part. | Goles |
| --- | ------------- | ------------- | ----- | ----- | ------------------- | ------------------- | ------------------------ | ------------------------ | ----- | ----- |
| Flint Town United F. C. Gales | 2.ª           | 2012-13       | 24    | 2     | —                   | —                   | —                        | —                        | 24    | 2     |
| Flint Town United F. C. Gales | Total club    | Total club    | 24    | 2     | 0                   | 0                   | 0                        | 0                        | 24    | 2     |
| Leyton Orient F. C. Inglaterra | 3.ª           | 2014-15       | 17    | 2     | —                   | —                   | —                        | —                        | 17    | 2     |
| Leyton Orient F. C. Inglaterra | Total club    | Total club    | 17    | 2     | 0                   | 0                   | 0                        | 0                        | 17    | 2     |
| Stevenage Inglaterra | 4.ª           | 2015-16       | 6     | 0     | —                   | —                   | —                        | —                        | 6     | 0     |
| Stevenage Inglaterra | Total club    | Total club    | 6     | 0     | 0                   | 0                   | 0                        | 0                        | 6     | 0     |
| Yeovil Town F. C. Inglaterra | 4.ª           | 2016-17       | 21    | 4     | 7                   | 1                   | —                        | —                        | 28    | 5     |
| Yeovil Town F. C. Inglaterra | Total club    | Total club    | 21    | 4     | 7                   | 1                   | 0                        | 0                        | 28    | 5     |
| Barnsley F. C. Inglaterra | 2.ª           | 2016-17       | 8     | 0     | —                   | —                   | —                        | —                        | 8     | 0     |
| Barnsley F. C. Inglaterra | 2.ª           | 2017-18       | 23    | 2     | 3                   | 1                   | —                        | —                        | 26    | 3     |
| Barnsley F. C. Inglaterra | 3.ª           | 2018-19       | 21    | 0     | 4                   | 1                   | —                        | —                        | 25    | 1     |
| Barnsley F. C. Inglaterra | Total club    | Total club    | 52    | 2     | 7                   | 2                   | 0                        | 0                        | 59    | 4     |
| Aberdeen F. C. Escocia | 1.ª           | 2019-20       | 22    | 4     | 4                   | 0                   | 6                        | 0                        | 32    | 4     |
| Aberdeen F. C. Escocia | 1.ª           | 2020-21       | 28    | 5     | 1                   | 0                   | 3                        | 4                        | 32    | 9     |
| Aberdeen F. C. Escocia | 1.ª           | 2021-22       | 16    | 2     | 2                   | 1                   | 4                        | 2                        | 22    | 5     |
| Aberdeen F. C. Escocia | Total club    | Total club    | 66    | 11    | 7                   | 1                   | 13                       | 6                        | 86    | 18    |
| Blackburn Rovers F. C. Inglaterra | 2.ª           | 2021-22       | 11    | 0     | —                   | —                   | —                        | —                        | 11    | 0     |
| Blackburn Rovers F. C. Inglaterra | 2.ª           | 2022-23       | 43    | 4     | 5                   | 0                   | —                        | —                        | 48    | 4     |
| Blackburn Rovers F. C. Inglaterra | 2.ª           | 2023-24       | 17    | 2     | 1                   | 0                   | —                        | —                        | 18    | 2     |
| Blackburn Rovers F. C. Inglaterra | 2.ª           | 2024-25       | 42    | 1     | 2                   | 0                   | —                        | —                        | 44    | 1     |
| Blackburn Rovers F. C. Inglaterra | Total club    | Total club    | 113   | 7     | 8                   | 0                   | 0                        | 0                        | 121   | 7     |
| Total carrera | Total carrera | Total carrera | 299   | 28    | 29                  | 4                   | 13                       | 6                        | 341   | 38    |
| (1) Incluye datos de la FA Cup, la Copa de la Liga de Inglaterra, el EFL Trophy, la Copa de la Liga de Escocia y la Copa de Escocia. (2) Incluye datos de la Liga Europa de la UEFA y la Liga Europa Conferencia de la UEFA. |               |               |       |       |                     |                     |                          |                          |       |       |